# East Somerville (métro de Boston)
East Somerville est une station de métro à Somerville, dans le Massachusetts, aux États-Unis. Située sur une branche de la ligne verte du métro de Boston entre Gilman Square et Lechmere, elle a ouvert le 12 décembre 2022.